# Bato (Camarines Sur)
Bato ist eine philippinische Stadtgemeinde in der Provinz Camarines Sur. Sie hat 52.137 Einwohner (Zensus 1. August 2015). Die Gemeinde liegt an der wichtigen Nord-Süd-Verbindung, dem Maharlika Highway. Bato liegt am Ufer des Bato-Sees, der Teil des Wassereinzugsgebietes des Bicol-Flusses ist. 

## Baranggays
Bato ist politisch in 33 Baranggays unterteilt.
| - Agos - Bacolod - Buluang - Caricot - Cawacagan - Cotmon - Cristo Rey - Del Rosario - Divina Pastora (Pob.) - Goyudan - Lobong | - Lubigan - Mainit - Manga (Mangga) - Masoli - Neighborhood - Niño Jesus - Pagatpatan - Palo - Payak - Sagrada (Sagrada Familia) - Salvacion | - San Isidro (Pob.) - San Juan - San Miguel - San Rafael (Pob.) - San Roque - San Vicente - Santa Cruz (Pob.) - Santiago (Pob.) - Sooc - Tagpolo - Tres Reyes (Pob.) |